# Limeshain
Limeshain est une municipalité allemande située dans le land de la Hesse et l'arrondissement de Wetterau.

## Personnalités liées à la ville
- Günter Hotz (1931-), informaticien né à Rommelhausen.